# Katherine Brush
Katherine Brush, född 15 augusti 1902, död 10 juni 1952, var en amerikansk författare.
Brush gjorde sig känd som en realistisk och ironisk skildrare av storstadsungdom under mellankrigstiden i USA. Bland hennes romaner och novellsamlingar märks Glitter (1926), Night club (1929), Young man of Manhattan (1930), Readheaded woman (1931), Other woman (1933), Don't ever leave me (1935), You go your way (1941) och The boy from Maine (1942). This is on me (1940) har självbiografiskt innehåll.